# 키바소역
키바소역(Stazione di Chivasso)은 이탈리아 북서부 피에몬테주의 키바소 타운과 코무네를 운행한다. 1856년에 개통된 이 철도는 토리노-밀라노 철도의 일부를 형성하며, 각각 아오스타, 아스티 및 알레산드리아로 가는 3개의 다른 노선과의 교차점이기도 하다.
역은 현재 레테 페로비아리아 이탈리아나(RFI)에서 관리하고 있다. 기차 서비스는 트렌이탈리아에서 운영한다. 각 회사는 이탈리아 국영 철도 회사인 페로비에 델로 스타토 이탈리아네 (FS)의 자회사이다.

## 위치
키바소역은 시내 중심의 북쪽 가장자리에 있는 귀세페 가리발디 광장에 있다.

## 역사
역은 1856년 10월 20일 토리노-밀라노 철도 의 나머지 토리노 - 노바라 구간과 함께 개통되었다. 2년 후, 키바소-아오스타 철도가 개통되면서 이 역은 교차로가 되었다.
1887년에는 카살레 몬페라토 노선이 개통되었고, 1912년에는 아스티 노선이 개통되었다.
역은 제2차 세계 대전 중 연합군의 폭격으로 심하게 손상되었다.

## 특징
역 마당에는 이제 6개의 선로와 아스티로 가는 노선의 종점 역할을 하는 만 플랫폼이 있다.
선로의 남쪽과 역의 서쪽에 있는 화물역은 1990년대 후반에 서비스를 중단하고 새로운 버스 터미널과 새로운 공공 도서관의 건설로 업그레이드되었다.

## 운행편
역에는 다음 서비스가 제공된다.
- 특급 서비스(레기오날레 벨로체) 토리노 - 키바소 - 베르첼리 - 노바라 - 밀라노
- 지역 서비스 (트레노 레기오날레) 토리노 – 키바소 - 이브레아
- 지역 서비스 (트레노 레기오날레) 키바소- 베르첼리 – 노바라
- 지역 서비스 (트레노 레기오날레) 키바소 – 카살레 몬페라토 - 알레산드리아
- 토리노 광역권 서비스 (SFM2) 피네롤로 – 토리노 - 키바소

### 지방노선
| 트레니탈리아                                 | 트레니탈리아    | 트레니탈리아                 |
| -------------------------------------------- | --------------- | ---------------------------- |
| 토리노 포르타 수사 토리노 포르타 누오바 방면 | 트레노 레조날레 | 산티아 밀라노 첸트랄레 방면  |
| 토리노 포르타 수사 토리노 포르타 누오바 방면 | 트레노 레조날레 | 몬타나로 이브레아 방면       |
| 시·종착역                                    | 트레노 레조날레 | 토라차 피에몬테 노바라 방면  |
| 시·종착역                                    | 트레노 레조날레 | 카스텔로소 알레산드리아 방면 |
| 토리노 SFM                                   |                 |                              |
| 시·종착역                                    | SFM2            | 브란디초 피네롤로 방면       |

### 트램과 버스
역에는 버스 터미널이 있다.

## 같이 보기
- 이탈리아의 철도